# Comunitat d'Intel·ligència dels Estats Units
La Comunitat d'Intel·ligència dels Estats Units, oficialment en anglès United States Intelligence Community(IC) és una federació de 16 agències del govern dels Estats Units, que treballen per separat per a realitzar activitats d'intel·ligència considerades necessàries per a la gestió dels afers exteriors i de la Seguretat Nacional dels Estats Units. Entre aquestes organitzacions s'inclouen agències d'intel·ligència, intel·ligència militar i intel·ligència civil, així com oficines d'anàlisi de diversos departaments executius federals. L'IC és sota les ordres del director d'Intel·ligència Nacional (DNI), qui informa al President dels Estats Units.
Entre les seves responsabilitats diverses, els membres de la Comunitat han de recollir i produir intel·ligència estrangera i domèstica, contribuir a la planificació militar, i dur a terme accions d'espionatge. L'IC va ser establerta per una ordre executiva el 4 de desembre de 1981, pel llavors president Ronald Reagan.

## Membres
L'IC és gestionada pel director d'Intel·ligència Nacional (DNI) mitjançant l'Oficina del Director d'Intel·ligència Nacional (ODNI). Els 16 membres dels IC són:

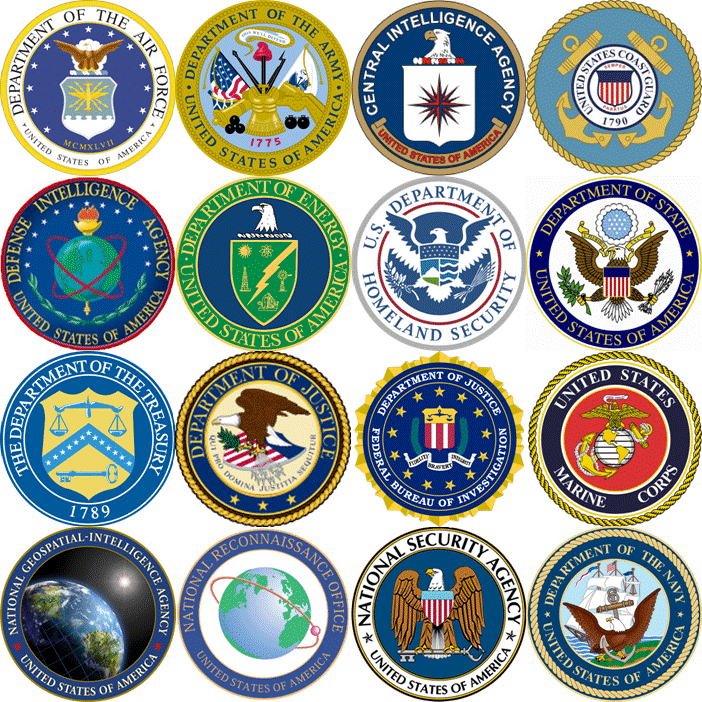
Els segells oficials de membres de Comunitat d'Intel·ligència dels EUA.

| Agència/Oficina                                | Depèn de                        | Departament Federal | Data est. |
| ---------------------------------------------- | ------------------------------- | ------------------- | --------- |
| Defense Intelligence Agency                    | none                            | Defense             | 1961      |
| National Geospatial-Intelligence Agency        | none                            | Defense             | 1996      |
| National Reconnaissance Office                 | none                            | Defense             | 1961      |
| National Security Agency                       | none                            | Defense             | 1952      |
| Intelligence and Security Command              | United States Army              | Defense             | 1977      |
| Office of Naval Intelligence                   | United States Navy              | Defense             | 1882      |
| Twenty-Fifth Air Force                         | United States Air Force         | Defense             | 1948      |
| Marine Corps Intelligence                      | United States Marine Corps      | Defense             | 1939      |
| Coast Guard Intelligence                       | United States Coast Guard       | Homeland Security   | 1915      |
| Office of Intelligence and Analysis            | none                            | Homeland Security   | 2007      |
| Central Intelligence Agency                    | none                            | Independent agency  | 1947      |
| Bureau of Intelligence and Research            | none                            | State               | 1945      |
| Office of Terrorism and Financial Intelligence | none                            | Treasury            | 2004      |
| Office of National Security Intelligence       | Drug Enforcement Administration | Justice             | 2006      |
| Intelligence Branch                            | Federal Bureau of Investigation | Justice             | 2005      |
| Office of Intelligence and Counterintelligence | none                            | Energy              | 1977      |